# سیزاب سبلانی
سیزاب سبلانی، سیزاب ترکیه‌ای (نام علمی: Veronica gentianoides) نام یک گونه از سرده سیزاب است.